# Marcillac-Vallon
 Marcillac-Vallon  là một xã ở tỉnh Aveyron, thuộc vùng Occitanie ở miền nam nước Pháp.